# The Evermoor Chronicles
The Evermoor Chronicles (Las crónicas de Evermoor en Latinoamérica y Evermoor en España) es una serie televisiva británica emitida por Disney Channel. Esta producido por Lime Pictures comenzando el rodaje en la primavera de 2014. La serie se estrenó el 10 de octubre de 2014 en Disney Channel (Reino Unido e Irlanda), el 17 de octubre de 2014 en Disney Channel en los Estados Unidos y Family Channel en Canadá, y el 31 de octubre de 2014 en Disney Channel (Australia y Nueva Zelanda).
El 19 de marzo de 2015, la miniserie se anunció para una serie de 20 episodios y estuvo confirmado bajo un título nuevo como continuación a la original. El 5 de septiembre de 2015, filmaron la primera temporada completa.
Junto a la serie de televisión principal, una serie de web de mini-episodios han sido lanzados llamados el Evermoor Confidential Chronicles. Cada episodio lo presenta uno de los actores que grabaran un blog, en una escena secreta que tiene lugar entre cada episodios de la serie principal. Cada uno dará un avance que servirá para entrar en el próximo episodio de la serie de televisión.
Se confirmó que The Evermoor Chronicles fue renovado para una segunda temporada que consistirá de 12 episodios estrenada para el 20 de julio del 2017  ya que se estará doblando al idioma español latino.el primer teaser de la 2 temporada en España fue sacado a la luz el 18 de abril del 2017 a las 14:45 p. m. y el teaser de la 2 temporada en Latinoamérica fue sacado a la luz el 24 de junio de 2017 a las 22:30.

## Sinopsis
Cuándo Tara Crossley, una adolescente y brillante escritora se traslada desde los Estados Unidos para iniciar una nueva vida en el espeluznante pueblo inglés de Evermoor, descubre un tapiz mágico que parece tener poderes para predecir el futuro y el círculo de las Everines. Allí, Tara descubrirá que también posee el poder para bordar y predecir el futuro en el tapiz y que ella es la Suprema Everine.

## Elenco y personajes
- Tara Crossley (Naomi Sequeira) - Tara, es el personaje principal, es una chica quién va a Evermoor para visitar a su tía Bridget y es la más entusiasmada sobreviviente del lugar. Es hermana de Jake y hermanastra de Seb y de Bella. Le gusta escribir historias y debido a esto tiene una imaginación muy activa. En el espectáculo soluciona misterios en el manor y descubre más tarde que es la suprema everine.

- Sebastián "Seb" Crossley (George Sear) - es el hermano gemelo de Bella y hermano de Jake y Tara. Le gusta tener la evidencia y la prueba, antes de hacer cualquier conclusión. Está enamorado con Sorsha. Tiene una relación muy fuerte con Tara, lo cual pone celosa a Bella. Se preocupa mucho por sus dos hermanas pero probablemente disfruta la compañía de Tara más que la de su propia hermana.

- Cameron (Finney Cassidy) - Su madre era una Everine. Ayuda a Esmeralda a engañar a Tara para poder encontrar su madre.

- Bella Crossley (Georgia Lock) - Bella es la hermana gemela de Seb y hermanastra de Tara. A menudo consigue estar celosa de cómo Tara es tan cercana a Seb y para hacer conseguir más atención de Seb, mucho coquetea con Cameron. Es amante de la moda.

- Jake Crossley (Georgie Farmer) - Jake es hermano de Tara y Seb y hermanastro de Bella. Es el mejor amigo de Parchís y juntos disfrutan solucionar misterios.

- Sorsha Doyle (Jordan Loughran) - Sorsha es una Everine. Es también hija del Mayor Doyle y es enamorada de Seb.

- Mayor Doyle (Clive Rowe) -  es el padre de Sorsha y tiene tres trabajos: Mayor (Alcalde), abogado y profesor.

- Parchís (Ludo en Latinoamérica)  (Alex Starke) - es el mejor amigo es Jake y el hijo de Carmesí/Crimson.

- Carmesí (Crimson en Latinoamérica) (Margaret Cabourn-Smith) - Es la ama de casa y aparentemente la anterior ama de casa, pero no parece para ser dejando el manor cualquier tiempo pronto. Es la madre de Parchís/Ludo.

- Esmeralda (Sharon Morgan) - La nueva dirigente de las Everines después de que Bridget muere. Es bastante misteriosa y muy mala con Tara. También tiene una preferencia extraña por té Bogvine.

- Tía Bridget (Georgie Glen) - Bridget es la tía de Tara. Era la dirigente de las Everines. Fingió su muerte para que Tara puede seguir su destino.

- Otto (Sammy Moore) - después de causar 100 días de trueno, Otto, un semidiós, estuvo esfumado de su casa. Tara es su primera amiga mortal.[12] orada 1[13]

- Lacie Fairburn (India Ria Amarteifio) - los padres de Lacie están arraigados a las tradiciones del pueblo, y pretenden convertirse en Everine algún día. Aun así, bastante devenga el alcalde.[12][14][15]

- Cotton Lively[16] (Jennie Eggleton)[17]

## Temporadas
| Temporada | Temporada | Episodios | Reino Unido            | Reino Unido           | Estados Unidos                      | Estados Unidos                      | Latinoamérica                       | Latinoamérica                       | España                              | España                              |
| Temporada | Temporada | Episodios | Co enzo                | Final                 | Comienzo                            | Final                               | Comienzo                            | Final                               | Comienzo                            | Final                               |
| --------- | --------- | --------- | ---------------------- | --------------------- | ----------------------------------- | ----------------------------------- | ----------------------------------- | ----------------------------------- | ----------------------------------- | ----------------------------------- |
|           | Piloto    | 4         | 10 de octubre de 2014  | 31 de octubre de 2014 | 17 de octubre de 2014               | 31 de octubre de 2014               | 27 de octubre de 2014               | 30 de octubre de 2014               | 22 de enero de 2016                 | 22 de enero de 2016                 |
|           | 1         | 20        | 9 de noviembre de 2015 | 28 de marzo de 2016   | Cancelado                           | Cancelado                           | 30 de mayo de 2016                  | 24 de junio de 2016                 | Cancelado (Ya no derechos de autor) | Cancelado (Ya no derechos de autor) |
|           | 2         | 24        | 8 de mayo de 2017      | 14 de junio de 2017   | Cancelado (Ya no derechos de autor) | Cancelado (Ya no derechos de autor) | Cancelado (Ya no derechos de autor) | Cancelado (Ya no derechos de autor) | Cancelado (Ya no derechos de autor) | Cancelado (Ya no derechos de autor) |